# Torneo de Basilea 2016
El Swiss Indoors 2016 es un torneo de tenis que pertenece a la ATP en la categoría de ATP World Tour 500. Se disputará del 24 de octubre al 30 de octubre de 2016 sobre pista dura en la ciudad de Basilea, Suiza. 

## Distribución de puntos
| Etapa                      | Individuales | Dobles |
| -------------------------- | ------------ | ------ |
| Campeón                    | 500          | 500    |
| Finalista                  | 300          | 300    |
| Semifinal                  | 180          | 180    |
| Cuartos de final           | 90           | 90     |
| 2.ª ronda                  | 45           | 0      |
| 1.ª ronda                  | 0            | –      |
| Clasificados               | 20           | –      |
| 3.ª ronda de clasificación | 10           | –      |
| 2.ª ronda de clasificación | 0            | –      |
| 1.ª ronda de clasificación | 0            | –      |

## Cabezas de serie
| Tenista         | Ranking | N.º |
| Stan Wawrinka   | 3       | 1   |
| Milos Raonic    | 4       | 2   |
| Kei Nishikori   | 5       | 3   |
| Marin Čilić     | 11      | 4   |
| David Goffin    | 12      | 5   |
| Grigor Dimitrov | 18      | 6   |
| Richard Gasquet | 19      | 7   |
| Jack Sock       | 23      | 8   |

- Los cabezas de serie están basados en el ranking ATP del 17 de octubre de 2016.

### Dobles masculinos
| Tenista                       | Ranking | Preclasificada |
| Jean-Julien Rojer Horia Tecău | 19      | 1              |
| Raven Klaasen Rajeev Ram      | 31      | 2              |
| Henri Kontinen John Peers     | 41      | 3              |
| Marcel Granollers Jack Sock   | 44      | 4              |

## Campeones

### Individual Masculino
Marin Čilić venció a  Kei Nishikori por 6-1, 7-6(5)

### Dobles Masculino
Marcel Granollers /  Jack Sock vencieron a  Robert Lindstedt /  Michael Venus por 6-3, 6-4